# العلاقات بين أذربيجان والناتو

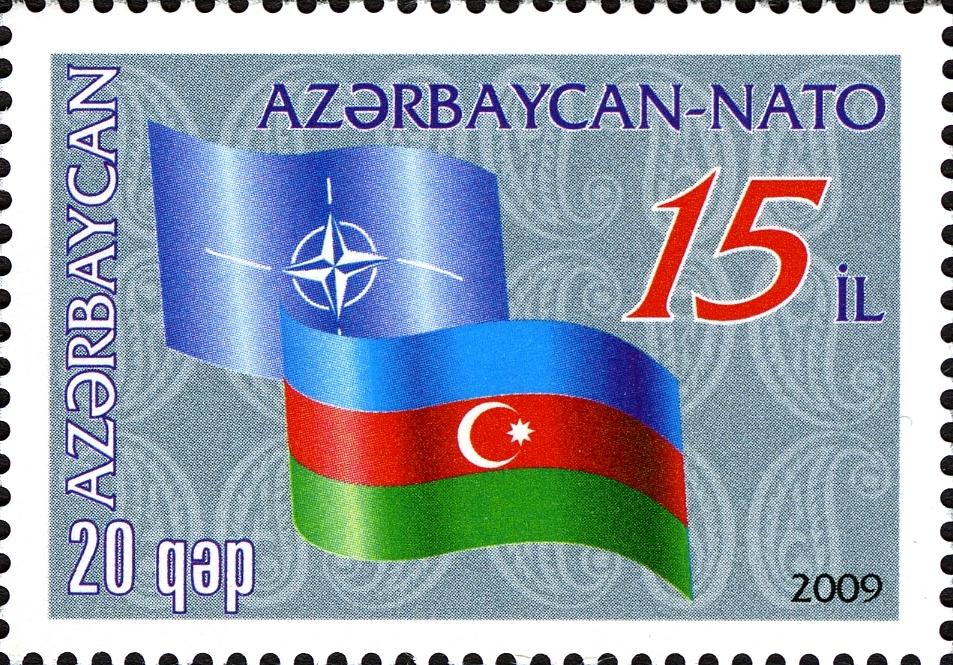

الناتو - (بالإنجليزية: North Atlantic Treaty Organization)‏
وقد عقد الاجتماع الأول لافتتاح مجلس الأمن في 20 ديسمبر عام 1991.وفي آذار / مارس 1992، انضمت جمهورية أذربيجان إلى اللجنة الدائمة المعنية بالمسائل الجنسانية، التي اضطلعت بدور منتدى للتعاون والتشاور.

## شراكات
وتمت الموافقة على برنامج الشراكة من أجل السلام التابع لمنظمة حلف شمال الأطلسي في بروكسل في الفترة من 10 إلى 11 كانون الثاني / يناير 1994.وخلال زيارته الرسمية لبلجيكا في 3-4 أيار / مايو 1994 ، وقع رئيس جمهورية أذربيجان حيدر علييف الوثيقة الإطارية لبرنامج الشراكة التابع لمنظمة حلف شمال الأطلسي في مقر الناتو في بروكسل.وهكذا أصبحت أذربيجان البلد ال 15 الذي وقع على برنامج الشراكة من أجل السلام الذي يتوخى التعاون على نطاق واسع مع منظمة حلف شمال الأطلسي.في 13 شباط / فبراير 1997، بدعوة من الرئيس حيدر علييف، وصل الأمين العام للحلف خافيير سولانا إلى جمهورية أذربيجان للمرة الأولى في زيارة رسمية تستغرق يومين.وخلال الزيارة، عقد الأمين العام اجتماعات مع الرئيس حيدر علييف، وزراء الخارجية ووزراء الدفاع.ومع ذلك، تحدث مع النواب حول تطوير العلاقات بين الناتو وأذربيجان.وفي الفترة من 4 إلى 6 تشرين الثاني / نوفمبر 1997، عقدت في باكو حلقة دراسية تدريبية .وكان هذا الحدث الأول في أذربيجان.
وفي 14 تشرين الثاني / نوفمبر 1997، وقع الرئيس حيدر علييف أمرا بشأن التدابير الرامية إلى زيادة تعزيز تعاون جمهورية أذربيجان مع منظمة حلف شمال الأطلسي.وفي 30 أيلول / سبتمبر - 1 تشرين الأول / أكتوبر 1998، وصل الأمين العام لمنظمة حلف شمال الأطلسي إلى باكو للمرة الثانية في زيارة عمل.وخلال الزيارة، اجرى محادثات حول تنمية العلاقات بين أذربيجان والناتو.وفي الفترة من 27 إلى 28 أيار / مايو 1999، عقدت دورة الفريق الاستشاري المعني بسياسات المحيط الأطلسي في باكو في إطار مجلس الشراكة الأوروبية الأطلسية.وخلال الجلسة وصل نائب وزير الشؤون الخارجية بالناتو، وهو فريق خبراء رفيع المستوى تابع لحلف شمال الاطلسى برئاسة السفير، إلى أذربيجان.ومنذ أيلول / سبتمبر 1999، كان الفريق العامل المفتوح العضوية المعني بجنوب القوقاز يعمل (الفريق المخصص المعني بجنوب القوقاز).ومنذ أيلول / سبتمبر 1999، يشارك حفظة السلام في جمهورية أذربيجان في عملية لحفظ السلام في كوسوفو داخل تركيا.

## 2000 سنة
وعقدت في باكو دورة دراسية إقليمية بشأن التعاون العسكري - المدني كمواصلة للدورة في جورجيا في نيسان / أبريل 2000.وفي 20-21 تموز / يوليه 2000، عقد في باكو مؤتمر تحت اسم «أمن الطاقة في القوقاز» .وكانت مسألة أمن الطاقة في المنطقة، فضلا عن القضايا البيئية، محل تركيز المناقشة.وقام الامين العام لحلف شمال الاطلسي اللورد سي روبرتسون بزيارة رسمية إلى أذربيجان في 16 و 17 كانون الثاني / يناير 2001.وخلال الزيارة، عقد الرئيس علييف اجتماعات مع رئيس مجلس الوزراء المليشيروف، ورئيس الوزراء أ.راسى زاد، ووزير الخارجية فيلايت جوليف، ووزير الدفاع صفر أبييف.وألقى الأمين العام كلمة أمام المدرس والطالب الجماعي لجامعة ولاية باكو وحصل على لقب الدكتوراه الفخرية في جامعة بليزو.وفي 21 و 22 حزيران / يونيه 2001، عقد في باكو وأذربيجان وسويسرا فريق عامل خاص تابع لمجلس الشراكة الأوروبية الأطلسية في باكو بمشاركة فريق عامل خاص معني «بالضوء والبنادق: التهديدات العملية لتنفيذ الالتزامات الحالية لمنظمة الأمن والتعاون في أوروبا والتزاماتها الحالية» ندوة حكومية مشتركة.وشارك في الاجتماع العديد من ممثلي الدول الأعضاء في منظمة الأمن والتعاون في أوروبا، وجورجيا ومولدوفا التابعة لمنظمة الأمن والتعاون في أوروبا.ووصف المندوبون المشاركون الحدث بأنه مساهم رئيسي في المشكلة على المستوى الإقليمي قبل انعقاد الحلقة الدراسية للجمعية العامة للأمم المتحدة.وأدرجت الندوة في سجل الأمم المتحدة للأنشطة.وفي 12 و 13 يونيو 2001، تم بنجاح تنظيم ورشة عمل بعنوان «موقع فرق الإنقاذ في الكوارث الطبيعية والكوارث التي من صنع الإنسان» بمشاركة الدول الأعضاء الشريكة والدول الأعضاء في الناتو.وعقد التدريب في مقر فريق التعاون التعاوني في باكو في الفترة من 5 إلى 17 تشرين الثاني / نوفمبر 2001.وعقدت في باكو في الفترة من 16 إلى 17 تشرين الثاني / نوفمبر 2001 حلقة عمل بعنوان «الدروس المستفادة من التعاون الإقليمي في البلقان».وفي 7 شباط / فبراير 2002، وقع رئيس جمهورية أذربيجان المرسوم الرئاسي بشأن تعديل مرسوم رئيس جمهورية أذربيجان المؤرخ 14 تشرين الثاني / نوفمبر 1997 «بشأن التدابير الرامية إلى زيادة تعزيز التعاون بين جمهورية أذربيجان ومنظمة حلف شمال الأطلسي».وفي 17 و 18 يناير 2002 قام رئيس الجمعية البرلمانية لحلف شمال الاطلسى رافائيل استرادا بزيارة لاذربيجان.
وعقد اجتماع للفريق العامل التابع للجنة الخاصة التابعة لمنظمة حلف شمال الأطلسي في إطار مجلس الشراكة الأوروبية الأطلسية في باكو في الفترة من 28 إلى 29 تشرين الأول / أكتوبر 2004.وفي 4-5 تشرين الثاني / نوفمبر 2004، زار الأمين العام لحلف الناتو السيد جاب دي هوب شيفر جمهوريتنا.وقد رحب رئيس أذربيجان إلهام علييف الضيف.

## 2017 سنة
وفي 13 مارس عقد اجتماع عمل بمكتب التعاون العسكرى الدولى مع مجموعة من خبراء الناتو حول تنفيذ وثائق «عملية التخطيط والتحليل» و «خطة عمل الشراكة الفردية» المتعلقة بوزارة الدفاع بجمهورية أذربيجان.2 أيار / مايو في مقر الناتو بشأن الشراكة والأمن التعاوني في مقر منظمة حلف شمال الأطلسي، في شكل منظمة حلف شمال الأطلسي «الناتو + أذربيجان»، وثائق «تخطيط العمليات وتحليلها»، أذربيجان 2017 العام.وحضر الاجتماع ممثلون عن وزارة الصناعة والتجارة وممثلون عن وكالات أخرى.وخلال الاجتماع بحث الجانبان جدول أعمال الإصلاح وتنفيذ الشراكة من اجل السلام والشراكة والشراكة والشراكة والتعاون والتدريب العسكرى المشترك وتعليم الناتو وأذربيجان.29 يونيو 2017 زار الوزير زاكر حسنوف تحالف شمال الأطلسي في بروكسل، حيث تم افتتاحه في المجلس الوزاري للبعثات في أفغانستان.
وفي 7 أيلول / سبتمبر من العام نفسه، التقى النائب الأول لوزير الدفاع في أذربيجان، رئيس الأركان العامة للقوات المسلحة، العقيد الجنرال نجم الدين ساديكوف بالوفد الذي يرأسه رئيس اللجنة العسكرية لحلف شمال الأطلسي، الجنرال بيتر بول.